# 顧祖彭
顧祖彭，江蘇省江寧府上元縣人，清朝政治人物、同進士出身。
光緒二十年（1894年），参加光緒甲午科殿試，登進士三甲145名。次年五月，改翰林院庶吉士。光緒二十九年四月，散館，著以部属用。